# كريس كامبرلاند
كريس كامبرلاند (بالإنجليزية: Chris Cumberland)‏ هو لاعب كرة قاعدة أمريكي، ولد في 15 يناير 1973 في كليرواتر في الولايات المتحدة.

## وصلات خارجية
- كريس كامبرلاند على موقع الدوري الياباني لكرة القاعدة (الإنجليزية)
- كريس كامبرلاند على موقعبيزبول رفرنس.كوم (الدوري الثانوي) (الإنجليزية)